# Véhicules de la Gendarmerie nationale (France)
Après 1918, le réseau routier français se développe. Sous l’impulsion du ministre de la Guerre, Georges Clemenceau, la gendarmerie s’équipe d’une voiture par département et d’un motocycle par canton grâce aux véhicules issus des surplus de l’armée américaine laissés après le premier conflit mondial. Ce n’est qu’à la fin de la Seconde Guerre mondiale que les véhicules de la Gendarmerie nationale se généralisent dans les unités.

## Anciens véhicules

### Véhicules de patrouille
| Véhicule                 | Image | Notes |  |
| ------------------------ | ----- | --- |  |
| Renault Juvaquatre       |       | La Renault Juvaquatre est le premier modèle à avoir été affecté aux brigades de Gendarmerie Nationale.     |  |
| Peugeot 203              |       | |  |
| Simca Aronde             |       | |  |
| Simca 1100               |       | |  |
| Renault 4                |       | |  |
| Peugeot 403              |       | |  |
| Peugeot 404              |       | |  |
| Peugeot 204              |       | |  |
| Peugeot 304              |       | |  |
| Peugeot 504              |       | |  |
| Peugeot 305              |       | |  |
| Peugeot 505              |       | |  |
| Peugeot 205              |       | |  |
| Renault Mégane I         |       | |  |
| Renault Laguna I phase 1 |       | |  |
| Peugeot 206 phase 1      |       | |  |
| Peugeot 806              |       | |  |
| Peugeot 807              |       | Véhicule utilisé pour les escortes de la Banque de France, par différents escadrons de gendarmerie mobile. |  |

### Véhicules rapide d'intervention
| Véhicule                      | Image | Notes |
| ----------------------------- | ----- | ----- |
| Matra Djet 6                  |       |       |
| Alpine A110                   |       |       |
| Alpine A310 phase 1           |       |       |
| Alpine A310 phase 2           |       |       |
| Citroën SM                    |       |       |
| Citroën CX GTi                |       |       |
| Renault 21 2L Turbo           |       |       |
| Peugeot 405 T16               |       |       |
| Peugeot 306 S16               |       |       |
| Renault Mégane I Coupé IDE    |       |       |
| Subaru Impreza II WRX phase 2 |       |       |

### Camionnettes, utilitaires légers
| Véhicule                 | Image | Notes |
| ------------------------ | ----- | ----- |
| Renault Estafette        |       |       |
| Peugeot Expert I phase 1 |       |       |

### Fourgons et utilitaires
| Véhicule          | Image | Notes                                                                       |
| ----------------- | ----- | --------------------------------------------------------------------------- |
| Renault Master II |       | Véhicule fin de course du Tour de France, utilisé par la Garde Républicaine |

## Véhicules en service

### Véhicules de patrouille

« Notre engagement, votre sécurité » est ajouté sur véhicules de la Gendarmerie à partir de 2017.

Contrairement aux véhicules de la Police nationale, la Gendarmerie n'a pas connu de grandes évolutions de sérigraphie sur ses modèles. En 2017, le texte « Notre engagement, votre sécurité » est ajouté sous le « Gendarmerie » sur les nouveaux véhicules.
| Véhicule                         | Image | Notes | Service |
| -------------------------------- | ----- | --- | ------- |
| Renault Clio II phase 2          |       | Véhicule de liaison. | 2003 -  |
| Ford Focus I phase 2 Break       |       | |         |
| Ford Focus II phase 1 Break      |       | |         |
| Ford Focus II phase 2 Break      |       | | 2008 -  |
| Citroën C4 I phase 2             |       | |         |
| Toyota Land Cruiser              |       | Véhicule blindé, utilisés par les PSIG-TA sur certains aéroports. Auparavant utilisé par la gendarmerie en Afghanistan. |         |
| Ford Galaxy II phase 2           |       | Voiture ouvreuse du Tour de France, utilisé par la Garde Républicaine |         |
| Dacia Duster I phase 2           |       | |         |
| Ford Ranger III phase 2          |       | Modèle équipé d'un couvre-plateau à l'arrière. |         |
| Nissan Navara NP 300             |       | |         |
| Land Rover Defender phase 2      |       | |         |
| Škoda Kodiaq phase 1             |       | Modèle équipé par l'entreprise Scorbel, existe aussi en version banalisé pour les PSIG. | 2018 -  |
| Renault Mégane IV Estate phase 1 |       | |         |
| Volkswagen e-Golf 7              |       | 6 véhicules de test prêtés par Volkswagen au Groupement de gendarmerie de l'Aisne,. | 2019 -  |
| Peugeot 5008 II phase 1          |       | Sur les 1 263 exemplaires commandés par le Ministère de l'Intérieur dans le cadre du Plan de Relance, 678 vont à la gendarmerie. Dotée d'un moteur 1,2l PureTech 130 cv, en finition Active Business. Couleur Bleu Bourrasques. Les deux phases du véhicules équipent les brigades et les PSIG. | 2020-   |
| Peugeot 5008 II phase 2          |       | Sur les 1 263 exemplaires commandés par le Ministère de l'Intérieur dans le cadre du Plan de Relance, 678 vont à la gendarmerie. Dotée d'un moteur 1,2l PureTech 130 cv, en finition Active Business. Couleur Bleu Célèbes. Les deux phases du véhicules équipent les brigades et les PSIG.     | 2021 -  |
| Peugeot 3008 II phase 2          |       | Au total, 375 Peugeot 3008 Hybrid 225 sont livrés. Ce sont les premiers véhicules de patrouille hybrides livrés à la Gendarmerie. Ils sont de couleur Bleu Célèbes, et équipé d'un moteur de 1.6 l PureTech de 180 ch et d'un moteur électrique de 110 ch.                                      | 2022 -  |
| Renault Zoe phase 2              |       | Il s'agit du premier véhicule à arborer cette nouvelle sérigraphie pour véhicule électriques, avec un bleu plus clair (bleu foudre) et une grenade modifiée pour rappeler l'énergie électrique. Véhicule de liaison                                                                             | 2021 -  |
| Renault Grand Scénic IV phase 1  |       | La Gendarmerie reçoit un lot de 800 véhicules en mi-2022. Ils sont équipés de la motorisation essence 1.3 TCe 160 ch. | 2022 -  |

### Véhicules rapide d'intervention
| Véhicule                | Image | Notes |        |
| ----------------------- | ----- | --- | ------ |
| Renault Mégane III RS   |       | Avec 250 ch d'origine, elle subit une reprogrammation à environ 260 ch. Au total, 67 véhicules sont en service. En cours de remplacement par les Alpine et Cupra. | 2011 - |
| Seat León III Cupra 290 |       | D'abord choisie pour remplacer les Mégane III RS, 17 modèles sont en service.                                                                                     | 2020 - |
| Alpine A110 Pure        |       | 26 sont commandées. En juillet 2022, elle ne sont plus que 25. | 2022 - |

### Camionnettes, utilitaires légers
| Véhicule                      | Image | Note |
| ----------------------------- | ----- | --- |
| Renault Kangoo I phase 2      |       | |
| Mercedes-Benz Vito II phase 1 |       | |
| Ford Transit Mark IV phase 2  |       | |
| Renault Trafic II phase 1     |       | |
| Renault Kangoo II phase 1     |       | |
| Peugeot Expert II phase 1     |       | |
| Peugeot Expert II phase 2     |       | |
| Peugeot Partner II phase 2    |       | |
| Peugeot Partner II phase 3    |       | Certains existent avec une rampe lumineuse Vista et des bandes jaunes, d'autres utilisent des bandes rouges et jaunes et une rampe Mercura Vega.                    |
| Peugeot Expert III            |       | |
| Peugeot Rifter                |       | |
| Renault Kangoo Z.E.           |       | Second véhicule complètement électrique massivement livré à la gendarmerie, avec la même sérigraphie que les Renault Zoé En remplacement des anciens Renault Kangoo |

### Fourgons et utilitaires
| Véhicule                   | Image | Notes                                                                           |
| -------------------------- | ----- | ------------------------------------------------------------------------------- |
| Citroën Jumper I phase 2   |       |                                                                                 |
| Renault Master II phase 2  |       | Véhicule « Fin de course » du Tour de France, utilisé par la Garde Républicaine |
| Peugeot Boxer II phase 1   |       | Véhicule « Fin de course » du Tour de France, utilisé par la Garde Républicaine |
| Renault Master II phase 2  |       | Utilisé par l'identification criminelle.                                        |
| Renault Master III phase 1 |       | Utilisé par l'identification criminelle.                                        |
| Renault Master III phase 2 |       | Utilisé par l'identification criminelle.                                        |

## Gendarmerie mobile
Les escadrons de gendarmerie mobile emploient de nombreux véhicules, souvent différent de ceux des brigades de gendarmerie départementale.
| Véhicule                   | Image | Notes |
| -------------------------- | ----- | --- |
| Renault B110               |       | Véhicule de commandement et de transmission. 128 exemplaires, en remplacement par des Iveco Daily. |
| Iveco Daily 2 phase 1      |       | Transport de personnels d'un escadron de gendarmerie mobile. |
| Iveco Daily 2 phase 2      |       | Transport de personnels d'un escadron de gendarmerie mobile. |
| Renault Master III phase 2 |       | Transport de personnels dans un seul escadron de gendarmerie mobile. |
| Renault Master III phase 2 |       | Véhicule de commandement et de transmission. Quelques exemplaires seulement. |
| Iveco Daily 3 phase 2      |       | Véhicule de commandement et de transmission, en remplacement des B110. 40 exemplaires livrés en fin-2021. Avec nouvelle sérigraphie de la gendarmerie mobile.                                                                                             |
| Iveco Daily 3 phase 2      |       | Véhicule de Mobilité Groupe (VMG), en remplacement des Iveco Daily. 2 véhicules par peloton, pouvant transporter 9 gendarmes. Avec nouvelle sérigraphie.                                                                                                  |
| Iveco Daily 3 phase 2      |       | Véhicule de Mobilité Équipe (VME), en remplacement des Iveco Daily. Première livraison au début de 2023. 3 véhicules par peloton d'intervention, pouvant transporter 6 gendarmes. Avec nouvelle sérigraphie.                                              |
| Renault Master II          |       | Renault Master « OEIL ». Deux véhicules dôtés d'un mat disposant de caméras, utilisés par la cellule CNOEIL du GBGM. |
| Toyota Land Cruiser        |       | Véhicule civil blindé (VCB). Utilisé par la gendarmerie en opération extérieure, puis par la suite en France. |
| Toyota Hilux               |       | Véhicule civil blindé (VCB). Utilisé par la gendarmerie en opération extérieure, puis par la suite en France. |
| Renault Premium            |       | Véhicule de logistique. |
| Renault TRM 2000 « DRAP »  |       | Dispositif de retenue autonome du public (DRAP). Permet de déployer une grille, empêchant des manifestants d'accéder à une zone. |
| Renault TRM 2000           |       | Véhicule de groupe, utilisé par la gendarmerie mobile, principalement en outre-mer, mais aussi en Métropole. Existe principalement en kaki, mais aussi plus rarement en bleu gendarmerie.                                                                 |
| Renault B110               |       | Véhicule de groupe, utilisé par la gendarmerie mobile en outre-mer. Couleur kaki ou bleu gendarmerie. |
| Peugeot P4                 |       | Véhicule léger militaire. |
| Toyota Kodiak 450          |       | Quad, utilisé par les peloton motorisés d'intervention et d'interpellation (PM2I). Maintien de l'ordre rural. |
| Berliet VXB 170            |       | Connu en gendarmerie sous le nom de Véhicule Blindé à Roue de la Gendarmerie (VBRG). Existe en plusieurs variantes (lame, treuil, PC). Livré à partir de 1974, environ 80 exemplaires en service. Ils sont en cours de remplacement par le VIPG Centaure. |
| Renault VAB                |       | Donné par l'Armée de Terre à la gendarmerie pour ses missions en Afghanistan. Toujours utilisé depuis, à Satory ou encore en Nouvelle-Calédonie. En cours de remplacement par le VIPG Centaure.                                                           |
| Soframe ARIVE              |       | Connu en gendarmerie sous le nom de Véhicule d'Intervention Polyvalent de la Gendarmerie « Centaure ». Premier exemplaire livré en septembre 2022, 90 exemplaires doivent être livrés au total.                                                           |

## Véhicules de soutien
| Véhicule              | Image | Notes |
| --------------------- | ----- | --- |
| Renault CBH 385 6 × 6 |       | Véhicule dépanneur, utilisé par le Commandement du Soutien Opérationnel de la Gendarmerie Nationale, unité du corps de soutien technique et administratif de la Gendarmerie nationale. |